# Forcipomyia lefanui
Forcipomyia lefanui är en tvåvingeart som beskrevs av Carter 1916. Forcipomyia lefanui ingår i släktet Forcipomyia och familjen svidknott. Inga underarter finns listade i Catalogue of Life.